# Acrocercops myriogramma
Espèce
Acrocercops myriogramma est une espèce de papillons de nuit de la famille des Gracillariidae, découvert dans l'Uttarakhand, en Inde. La plante hôte de cette espèce est Mallotus philippensis, une Euphorbiaceae.

## Systématique
Cette espèce a été décrite par Edward Meyrick en 1937.

## Publication originale
- (en) Edward Meyrick, Exotic Microlepidoptera, vol. 5, t. 4, Londres, 1937, p. 97–128.